# 郭守義
郭守義（1912年—1947年3月22日，又名石山守義），是一名臺灣醫生，基隆人，曾任基隆市博愛醫院院長。1947年3月22日二二八事件期間被國民黨軍人殺害，成為事件中其中一名受難者。

## 生平
郭守義生於臺灣基隆的醫生世家，是當地名醫郭太平的五個兒子之一。郭守義畢業於日本東京昭和醫學專門學校，並在當地結識了他的日本人妻子。1942年回到台灣後，郭守義在九份行醫，開了一家名為「昭和病院」的醫院，後來醫院搬到基隆後改名為「博愛醫院」，在當地有一定名望。當時郭守義也是家中的頂梁柱，家裡的生活基本上靠他行醫維持。

### 在二二八事件遇害
1947年3月初二二八事件發生期間，基隆有一群市民召開市民大會，就愈趨複雜的情勢商討對策，郭守義擔任大會主席，成為民間意見領袖，他亦曾參加二二八事件處理委員會。3月8日下午，基隆的局勢從零星的國民政府軍警與民眾的衝突對峙，轉變為軍隊以大規模武力鎮壓及搜捕民眾，尤其是針對知識份子。3月9日晚上約八時，郭守義在家中被數名軍人以患者求診為由誘捕，被擄走並被帶到基隆警察廳，最初說只會關十天，後來又被帶去要塞司令部。3月22日，他最終被軍人開槍射擊左胸而亡，得年35歲。
據郭守義的兒子郭健二說，他父親的屍體被搬回來時發現身上有兩封信，信中郭守義交代妻子趕快拿錢贖他出去，然而因為一些原因那兩封信沒機會在他生前送到他的妻子手中，那兩封信一直被郭守義的妻子保留下來，後來郭健二將之裱起來。郭守義被抓後，他的兩名兄弟避走他鄉，家中又不時有軍人來跟他的家人要求給錢換人，當時郭守義的家人計劃拿錢贖回他，但不知道且找不到他被關禁的位置，郭守義有一名親戚也拿了30,000元贖金，但找不到門路，後來錢也被騙走。

### 被害原因
根據二二八事件的見證者的陳述，參加民間組織的郭守義在基隆有較高的民望，故被國民黨視為眼中釘，因此在國民黨翦除基隆的領導菁英和破壞當地社會的民間力量的過程中被殺。另外，由於醫師在日治時期有著崇高的社會地位，故國民政府在控制台灣的過程中也會鎮壓當地的醫學界人士。
　